# Fairbanks (Alaska)
Pour les articles homonymes, voir Fairbanks.
Fairbanks (/fɛʁ.bɑ̃ks/ ; en anglais : /ˈfɛɹ.bæŋks/ ; en tanana : Tanan) est la deuxième ville la plus peuplée, après Anchorage, de l’État de l'Alaska, aux États-Unis. Elle est située au nord du 64e parallèle, à 417 kilomètres au nord-nord-est d'Anchorage. La ville se trouve aussi à 90 kilomètres au sud-ouest du mont Prindle (1 611 mètres), un sommet des plateaux du Nord de Fairbanks (ou aire Yukon-Tanana). Elle est bordée au sud par la Tanana (affluent du Yukon) et est traversée par la rivière Chena, un affluent de la première. En 2016, sa population est estimée à 32 751 habitants, 100 605 dans l’agglomération. Elle abrite notamment l'université de l'Alaska à Fairbanks (UAF) créée en 1917. En janvier, la température peut descendre jusqu'à −28 °C.

## Histoire

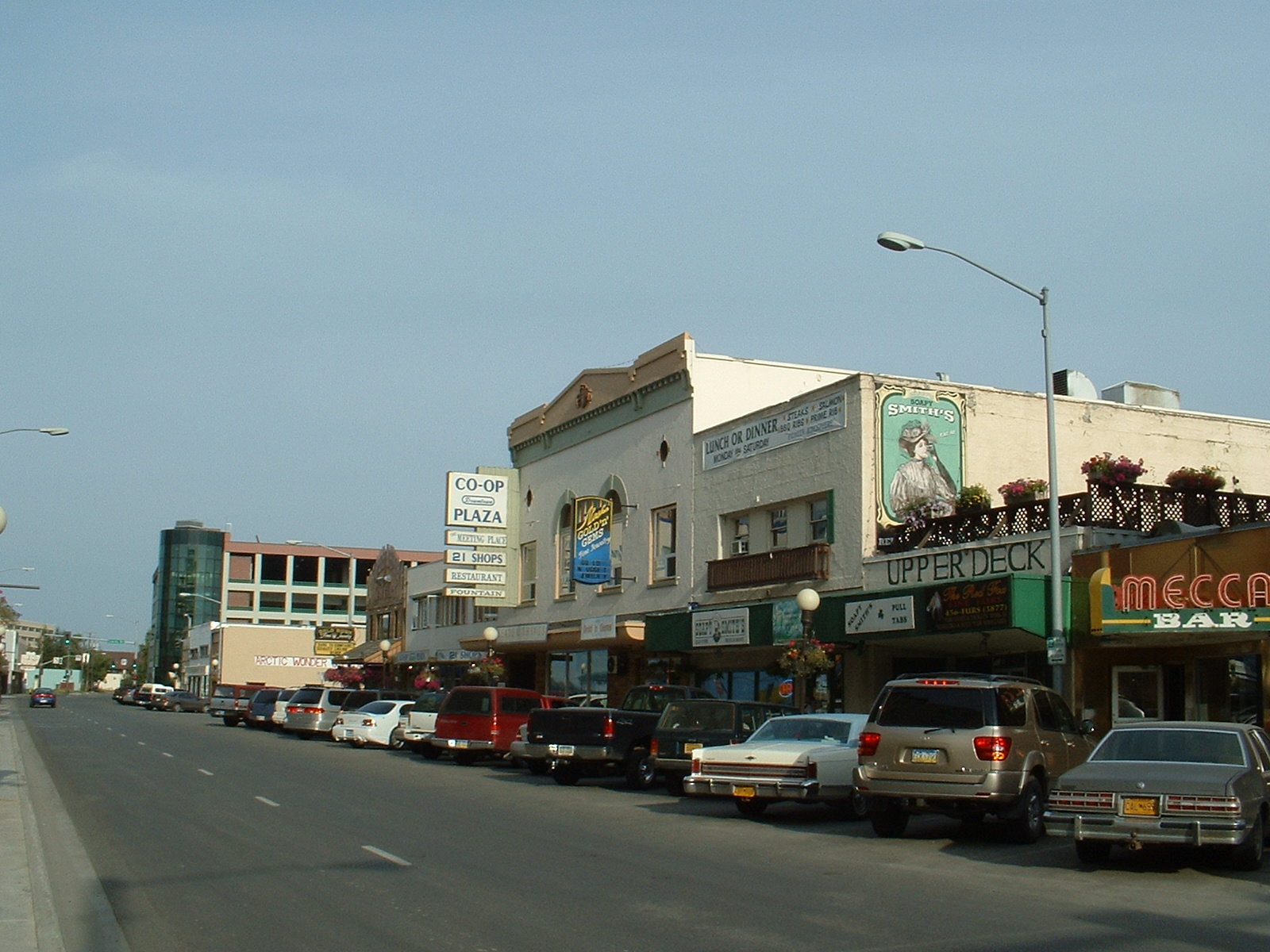
Second Avenue de Fairbanks.

Comptoir marchand provisoire fondé en août 1901 par le capitaine E. T. Barnette (en) (1863-1933), qui deviendra le premier maire, la ville a été baptisée en hommage à Charles W. Fairbanks, un sénateur républicain de l'Indiana qui sera élu par la suite vice-président aux côtés de Theodore Roosevelt. Elle a tout d'abord tiré sa prospérité de la découverte de l’or dans une vallée voisine, le 22 juillet 1902, par Felix Pedro (en), un prospecteur italien, puis de la manne pétrolière de Prudhoe Bay. Elle est reliée par le train à Anchorage et au Yukon par la rivière Chena. Elle est également desservie par la route panaméricaine.
Surnommée « Golden Heart City », elle constitue le centre géographique de l’Alaska. Elle a conservé son caractère pionnier, cosmopolite et libertaire. On peut y visiter le University of Alaska Museum of the North (en).

## Géographie

### Démographie
| Groupe                           | Fairbanks | Alaska | États-Unis |
| -------------------------------- | --------- | ------ | ---------- |
| Blancs                           | 66,1      | 66,7   | 72,4       |
| Autochtones d'Alaska             | 10,0      | 14,8   | 0,9        |
| Afro-Américains                  | 9,0       | 3,3    | 12,6       |
| Métis                            | 7,9       | 7,3    | 2,9        |
| Asiatiques                       | 3,6       | 5,4    | 4,8        |
| Autres                           | 2,6       | 1,6    | 6,2        |
| Océaniens                        | 0,8       | 1,1    | 0,2        |
| Total                            | 100       | 100    | 100        |
|                                  |           |        |            |
| Hispaniques et Latino-Américains | 9,0       | 5,5    | 16,7       |

Selon l'American Community Survey pour la période 2011-2015, 83,49 % de la population âgée de plus de 5 ans déclare parler l'anglais à la maison, 6,24 % l'espagnol, 2,36 % une langue amérindienne (principalement des langues eskimo-aléoutes et des langues athapascanes), 1,21 % le coréen, 1,18 % une langue chinoise, 0,93 % le tagalog, 0,79 % une langue polynésienne, 0,64 % l'allemand, 0,59 % le français et 2,57 % une autre langue.
| 1910  | 1920  | 1930  | 1940  | 1950  | 1960   |
| ----- | ----- | ----- | ----- | ----- | ------ |
| 3 541 | 1 155 | 2 101 | 3 455 | 5 771 | 13 311 |

| 1970   | 1980   | 1990   | 2000   | 2010   | - |
| ------ | ------ | ------ | ------ | ------ | - |
| 14 771 | 22 645 | 30 843 | 30 224 | 31 535 | - |

### Climat
Les températures y sont plus élevées en été qu'à Anchorage (au bord du Pacifique) mais les hivers y sont beaucoup plus froids et les précipitations environ deux fois moins nombreuses.
| Mois                                  | jan.            | fév.     | mars     | avril    | mai      | juin    | jui.    | août    | sep.     | oct.     | nov.     | déc.     | année    |
| ------------------------------------- | --------------- | -------- | -------- | -------- | -------- | ------- | ------- | ------- | -------- | -------- | -------- | -------- | -------- |
| Température minimale moyenne (°C)     | −27,3           | −24      | −19,7    | −5,7     | 3,7      | 10,1    | 11,7    | 8,7     | 2,3      | −7,6     | −20,1    | −25      | −7,7     |
| Température moyenne (°C)              | −22,4           | −17,7    | −11,8    | 0,9      | 10,2     | 16,1    | 17,2    | 13,9    | 7,7      | −3,2     | −15,5    | −20,2    | −2,1     |
| Température maximale moyenne (°C)     | −17,4           | −11,3    | −3,9     | 7,6      | 16,7     | 22,1    | 22,6    | 19,1    | 12,9     | 1,2      | −10,9    | −15,4    | 3,6      |
| Record de froid (°C) date du record   | −54 1934        | −50 1993 | −49 1911 | −36 1944 | −18 1964 | −2 1918 | −1 1905 | −7 1922 | −16 1992 | −33 1935 | −48 1909 | −52 1961 | −54 1934 |
| Record de chaleur (°C) date du record | 11 1919 et 2009 | 10 1943  | 13 1994  | 24 2009  | 32 1947  | 36 1969 | 37 1919 | 34 1994 | 29 1957  | 22 2003  | 12 1936  | 14 1934  | 37 1919  |
| Ensoleillement (h)                    | 54              | 120      | 224      | 302      | 319      | 334     | 274     | 164     | 122      | 85       | 71       | 36       | 2 105    |
| Précipitations (mm)                   | 15,5            | 13,2     | 10,2     | 8,6      | 13,7     | 37,6    | 57,4    | 53,3    | 34,3     | 19,3     | 18,8     | 14,8     | 296,4    |
| dont neige (cm)                       | 25,9            | 25,4     | 16,5     | 7,9      | 2,3      | 0       | 0       | 0       | 5,8      | 20,8     | 31,8     | 27,7     | 164,1    |
| Nombre de jours avec précipitations   | 8,7             | 6,9      | 5,7      | 3,7      | 6,2      | 10,8    | 12,8    | 13,5    | 10,7     | 9,8      | 9,5      | 8,8      | 107,1    |
| Humidité relative (%)                 | 69,3            | 65,5     | 60,4     | 56,2     | 50,2     | 56,6    | 64,2    | 70,8    | 68,9     | 74,1     | 72,8     | 71,3     | 65,02    |
| Nombre de jours avec neige            | 10,2            | 8,3      | 6,7      | 2,6      | 0,6      | 0       | 0       | 0       | 1,3      | 8,3      | 11,2     | 10,4     | 59,6     |

| Diagramme climatique                                  |              |               |            |             |              |              |             |             |             |                |              |
| J                                                     | F            | M             | A          | M           | J            | J            | A           | S           | O           | N              | D            |
| −17,4−27,315,5                                        | −11,3−2413,2 | −3,9−19,710,2 | 7,6−5,78,6 | 16,73,713,7 | 22,110,137,6 | 22,611,757,4 | 19,18,753,3 | 12,92,334,3 | 1,2−7,619,3 | −10,9−20,118,8 | −15,4−2514,8 |
| Moyennes : • Temp. maxi et mini °C • Précipitation mm |              |               |            |             |              |              |             |             |             |                |              |

## Économie
- Mine de Fort Knox

### Médias
Le Fairbanks Daily News-Miner (en) est le seul quotidien local. Paraît également The Sun Star (en) qui est un hebdomadaire.

### Éducation

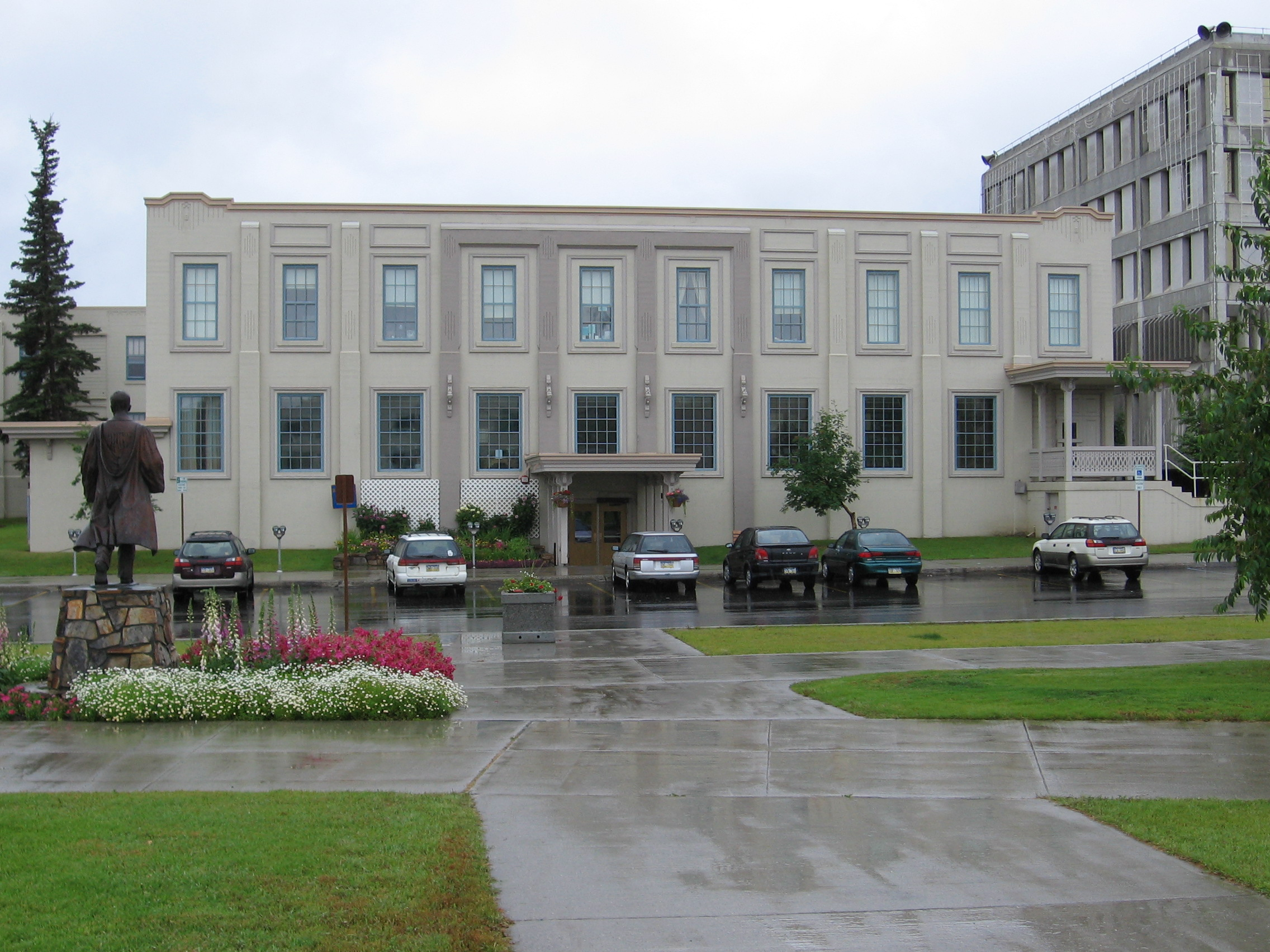
Signers' Hall sur le campus de l'université de Fairbanks.

L'institution d'éducation supérieure est l'université de l'Alaska à Fairbanks, fondée en 1917. Elle est l'une des trois composantes de l'université d'Alaska.

### Transport aérien

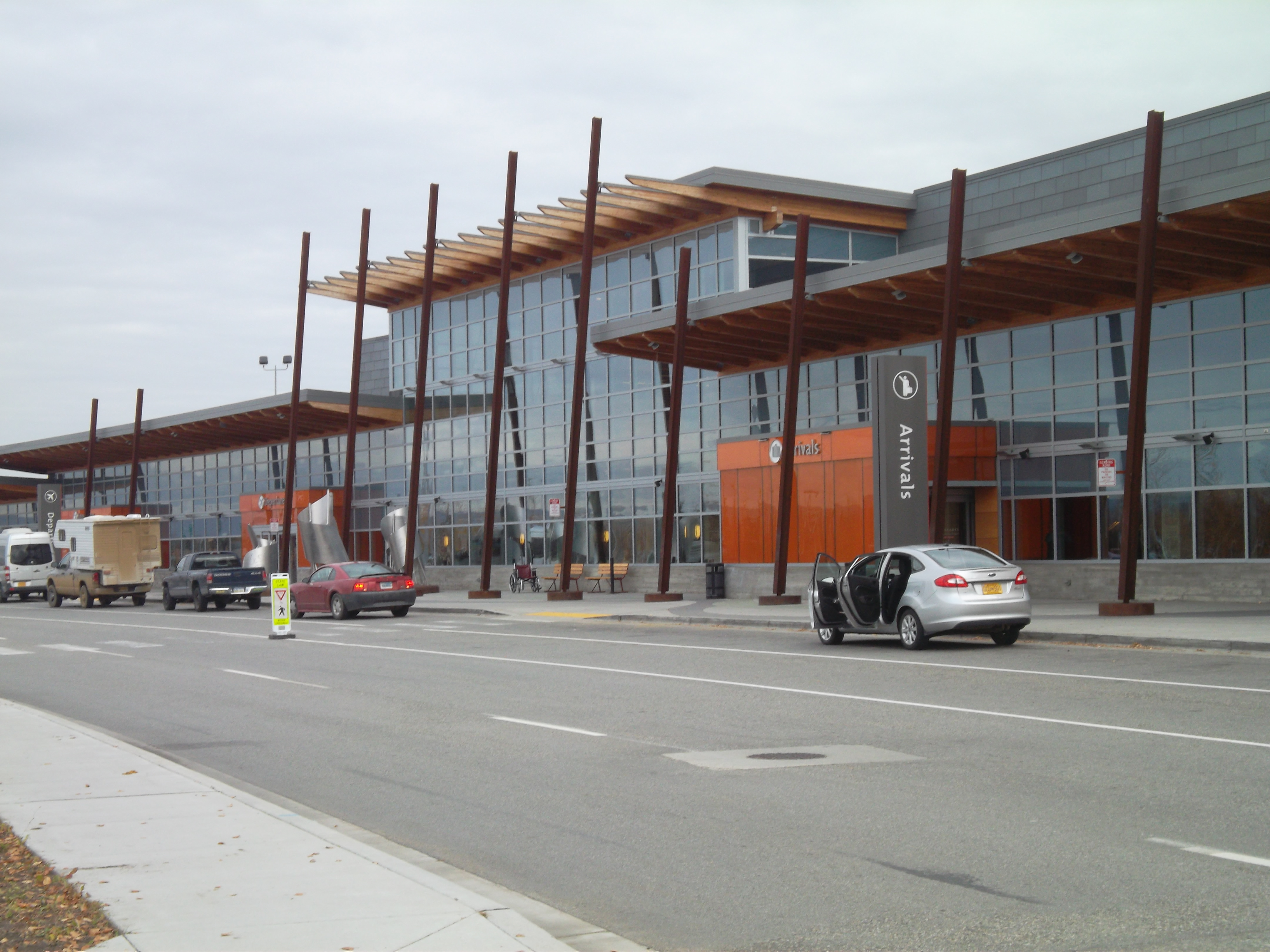
Le nouveau terminal ouvert en 2009.

Avec l'aéroport international de Fairbanks, inauguré en 1951, Fairbanks est la plus petite ville des États-Unis avec un service sans escale vers l'Europe.

### Transport ferroviaire
Fairbanks est reliée à Anchorage par une ligne de chemin de fer, le Government Railroad, inaugurée le 15 juillet 1923 et traversant une vaste et haute chaîne de montagnes. 

### Transport routier
Fairbanks est reliée à Anchorage par la George Parks Highway, à Valdez par la Richardson Highway et à Circle par la Steese Highway.

## Politique et administration
Le maire assume les fonctions d'administrateur en chef du gouvernement de la ville, pour un mandat de trois ans renouvelable depuis 1992.
| Période         | Période  | Identité               | Étiquette | Qualité |
| --------------- | -------- | ---------------------- | --------- | ------- |
| 1992            | 2001     | James C. Hayes         | R         |         |
| 2001            | 2007     | Steve M. Thompson (en) | R         |         |
| 2007            | 2010     | Terry Strle            | R         |         |
| 2010            | 2013     | Jerry Cleworth         | R         |         |
| 2013            | 2016     | John Eberhart          | R         |         |
| 24 octobre 2016 | En cours | Jim Matherly           | R         |         |

## Évêché

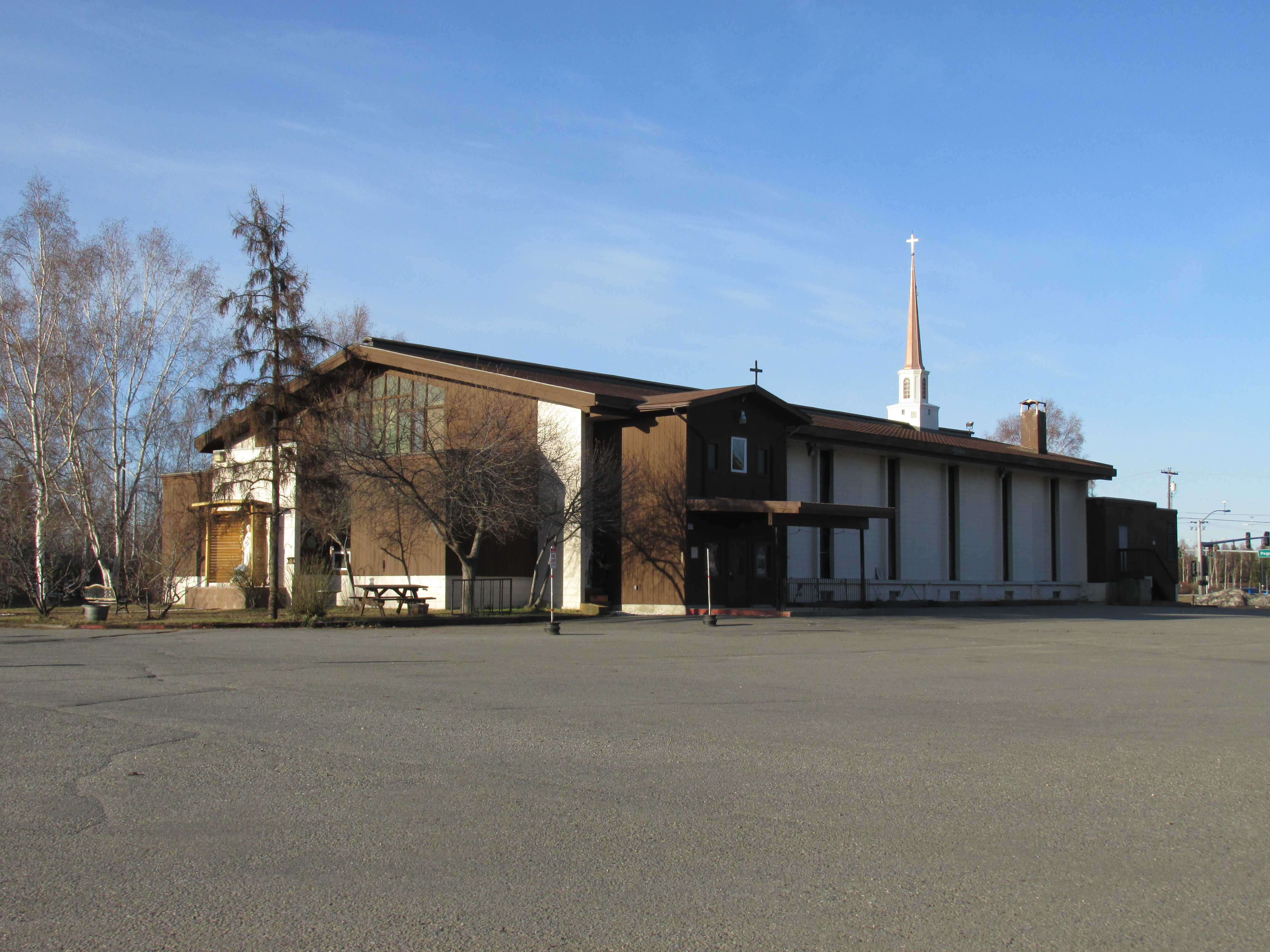
Cathédrale du Sacré-Cœur de Fairbanks.

Fairbanks est le siège du diocèse catholique de Fairbanks.
- Cathédrale du Sacré-Cœur de Fairbanks
- Église de l'Immaculée-Conception

## Jumelages
- Pune (Inde)
- Aix-les-Bains (France)
- Yellowknife (Canada)
- Erdenet (Mongolie)
- Fanano (Italie)
- Mo i Rana (Norvège)
- Monbetsu (Japon)
- Tainan (Taïwan)
- Richland (Washington) (États-Unis)
- Iakoutsk (Russie)